# Megachile silvestris
Megachile silvestris är en biart som beskrevs av Rayment 1951. Megachile silvestris ingår i släktet tapetserarbin, och familjen buksamlarbin. Inga underarter finns listade i Catalogue of Life.